# Peter Kimani Ndung’u
Peter Kimani Ndung’u (* 11. November 1966 in Githunguri, Kiambu County) ist ein kenianischer römisch-katholischer Geistlicher und Bischof von Embu.

## Leben
Peter Kimani Ndung’u absolvierte das theologische Propädeutikum am Priesterseminar St. Mary’s in Molo und studierte anschließend in Nairobi Philosophie am Priesterseminar Apostles of Jesus sowie Theologie am Priesterseminar St. Thomas Aquinas. Am 22. Juli 1995 empfing er das Sakrament der Priesterweihe für das Erzbistum Nairobi.
Nach der Priesterweihe war er bis 2001 in Kiambu und Kamwangi in der Pfarrseelsorge tätig. Von 2001 bis zu seiner Ernennung zum Bischof war er als Nationalkaplan für die Gefängnisseelsorge in Kenia verantwortlich. 2002 erwarb er nach zusätzlichen Studien ein Diplom in Informatik und im folgenden Jahr am United Nations Asia and Far East Institute for the Prevention of Crime and the Treatment of Offenders (UNAFEI) ein Diplom in psychologischer Begleitung und Rehabilitation Strafgefangener. Ab 2008 vertrat er zudem die Gefängnisseelsorge in Afrika in der International Commission of Catholic Prison Pastoral Care (ICCPPC).
Papst Franziskus ernannte ihn am 15. August 2024 zum Bischof von Embu. Der Apostolische Nuntius in Kenia, Erzbischof Hubertus van Megen, spendete ihm am 16. November desselben Jahres auf dem Universitätsgelände von Embu die Bischofsweihe. Mitkonsekratoren waren der Erzbischof von Nairobi, Philip Arnold Subira Anyolo, und der Erzbischof von Nyeri, Anthony Muheria.